# Шомбрук
Шомбрук (пол. Sząbruk) — село в Польщі, у гміні Ґетшвалд Ольштинського повіту Вармінсько-Мазурського воєводства.
Населення — 884 особи (2011).

## Демографія
Демографічна структура станом на 31 березня 2011 року:
|          | Загалом | Допрацездатний вік | Працездатний вік | Постпрацездатний вік |
| -------- | ------- | ------------------ | ---------------- | -------------------- |
| Чоловіки | 456     | 114                | 317              | 25                   |
| Жінки    | 428     | 86                 | 289              | 53                   |
| Разом    | 884     | 200                | 606              | 78                   |